# Geenna

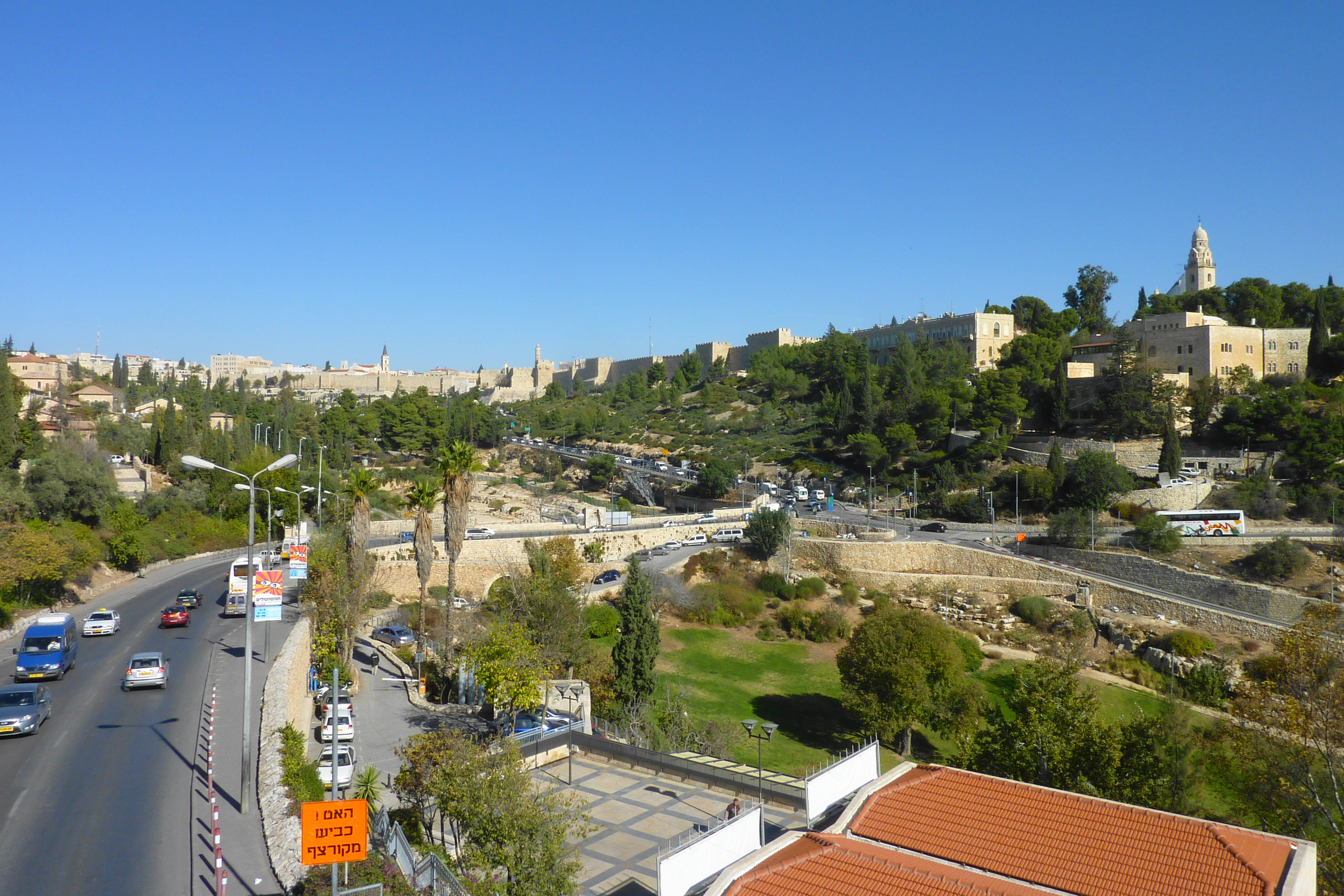
La valle della Geenna oggi

La Geènna (o Gheènna o Gehènna) è una valletta scavata dal torrente Hinnom sul lato meridionale del monte Sion; il nome deriva dall'ebraico gē-hinnom che significa, appunto, 'valle dell'Hinnom'. Il Sion è il rilievo montuoso sul quale la città di Gerusalemme è stata fondata ad opera del popolo dei Gebusei; il re Davide la conquistò e ne fece la propria capitale. Attualmente la valle è tutta edificata.

## Nell'Antico Testamento
Nella valle dell'Hinnom i re di Giuda Acaz e Manasse avrebbero praticato il culto del dio Moloch, al quale, dopo essere stati sgozzati, venivano bruciati in olocausto i bambini (2 Cronache 28,1-3; 33,1-6; Geremia 7,31-32; 32,35): per bocca del profeta Geremia, Dio preannunciò che nella valle dell'Hinnom, dove venivano immolati e bruciati bambini, sarebbero, invece, stati bruciati in massa i cadaveri dei giudei sconfitti in guerra (Geremia 7,32-33; 19,2-11).
Il re Giosia volle allora sopprimere sul proprio territorio ogni tipo di devozione non diretta a YHWH; per impedire che in futuro si continuassero pratiche simili, fece distruggere il luogo in cui si praticava il culto idolatrico (23,10) e ne fece più propriamente una discarica di immondizie, dove bruciava un fuoco continuo. Quanto dichiara la Bibbia a proposito della Geenna concorda con l'idea tradizionale di fonte rabbinica e di altre fonti: la valle di Hinnom diventò il luogo adibito all'eliminazione dei rifiuti di Gerusalemme.

## NelNuovo Testamento
Di qui, per similitudine, la Geenna è passata a rappresentare l'Inferno, un luogo di punizione, dove il fuoco brucia i peccatori. Questo è propriamente il significato che viene attribuito a questa parola in tutto il Nuovo Testamento; a volte essa viene tradotta proprio con la parola inferno in alcune versioni della Bibbia ma, più spesso, è lasciata invariata. 
| A.T. ebraico | A. T. greco | N.T. greco | latino   | italiano | volte nel N.T. |
| ------------ | ----------- | ---------- | -------- | -------- | -------------- |
| Sheol        | Ades        | Ades       | infernus | inferi   | 10 volte       |
| Gē Hinnom    | Ennom       | Geenna     | infernus | Geenna   | 12 volte       |

Questo nome ricorre 12 volte nel testo greco della Sacra Scrittura, in cui s'impiega, con accezione equivalente, anche il termine greco Ades:
- Ades: Matteo 11,23[16] 16,18[17]. Luca 10,15[18]. Atti 2,27-31[19]. 1 Corinzi 15,55[20]. Apocalisse 1,18[21] 6,8[22] 20,13-14[23].
- Geenna: Matteo 5,22-30[24], 10,28[25], 18,9[26], Matteo 23,15-33[27]. Marco 9,43-47[28], Luca 12,5[29] Giacomo 3,6[30].

Anche Gesù Cristo associò il fuoco con la Geenna (Matteo 5,22; 18,9; Marco 9,47-48), come fece anche il discepolo Giacomo (Giacomo 3,6), l'unico autore neotestamentario ad aver usato questo termine oltre a Matteo, Marco e Luca (i tre sinottici).
Alcuni esponenti all'interno delle classi degli scribi e dei farisei erano considerati iniqui nell'applicazione della Legge e perciò potenzialmente «soggetti alla Geenna», in accordo con l'uso rabbinico del termine (Matteo 23,13-33).

### Passi evangelici relativi
- Associazione con il fuoco:
  - Matteo 5,22[36];
  - Matteo 18,9[37];
  - Marco 9,43[38];
  - Giacomo 3,6[39].
- Luogo di perdizione eterna:
  - Matteo 5,29-30[40];
  - Matteo 10,28[41];
  - Marco 9,43-47[42];
  - Luca 12,5[43].

## Negli scritti rabbinici
Nella Mishnà e nel Talmud la valle sarà il luogo della distruzione dei malvagi nel giorno della risurrezione dei morti.

## Nell'Islam
Anche nell'Islam s'afferma che Allah condannerà i non credenti e i peccatori alle sofferenze della Geenna dopo la morte e il Giudizio universale.